# Aeroportul José de San Martín
Aeroportul José de San Martín (IATA: JSM, ICAO: SAWS) este un aeroport din Provincia Chubut, Argentina ce deservește zona Localidad de José de San Martín⁠(d). A fost numit după zona deservită.
Situat la o altitudine de 730 m, aeroportul dispune de o singură pistă.